# Sandla
Sandla – wieś w Estonii, w prowincji Sarema, w gminie Pihtla. W okolicach wsi znajduje się rezerwat przyrody Laidevahe looduskaitseala, który został wpisany na listę konwencji ramsarskiej. Około 5 km na południe od wsi na półwyspie Sandla (est. Sandla poolsaar) znajduje się zbudowana w 1954 roku Latarnia morska Sääretuka.